# Save The One, Save The All
「Save The One, Save The All」（セーブ・ジ・ワン セーブ・ジ・オール）は、2010年12月1日にリリースされたT.M.Revolutionの24枚目のシングル。発売元はエピックレコード。

## 概要
- 2010年12月4日より東宝系にて公開されたアニメ映画『劇場版BLEACH 地獄篇』主題歌に起用され、累計売上は6.4万枚（オリコン調べ）を記録した[1]。
- リリースまでにミュージック・ビデオが公開されることはなかったが、2011年3月15日、ホームページにてフル試聴が開始され、9thアルバム『CLOUD NINE』にも収録された。
- T.M.Revolutionが2年連続でシングルリリースをするのは7年ぶりで、通常盤・初回盤共に表題曲1曲のみの収録は初である。
- 前作「Naked arms/SWORD SUMMIT」と同じく通常盤と、タイアップ先にちなんだ初回盤2種類が存在しており、いずれもジャケットのデザインが異なる。
- 通常盤はタイトル曲のみの収録。初回盤はそれぞれに『BLEACH』の声優のインタビュー音源が収録。

## 収録曲

### 通常盤
1. Save The One, Save The All [4:14]
  - 作詞：井上秋緒　作曲・編曲：浅倉大介
  - 出版社：テレビ東京ミュージック

### 初回生産限定盤 （一護盤）
1. Save The One, Save The All
2. 「劇場版 BLEACH 地獄篇」スペシャルインタビュー『瀞霊廷通信"激突"レポート!一護篇』[8:46]
  - 出演：森田成一&西川貴教

### 初回生産限定盤 （コクトー盤）
1. Save The One, Save The All
2. 「劇場版 BLEACH 地獄篇」スペシャルインタビュー『瀞霊廷通信"激突"レポート!コクトー篇』[9:01]
  - 出演：中井和哉&西川貴教

## 収録アルバム
- CLOUD NINE
- GEISHA BOY -ANIME SONG EXPERIENCE-

## カバー
- 黒崎一護（CV:森田成一） - 2011年12月14日発売の「ブリコン 〜BLEACH CONCEPT COVERS〜2」に収録。